# Sarzedas
Sarzedas ist eine Gemeinde (Freguesia) im portugiesischen Kreis Castelo Branco. In ihr leben 1017 Einwohner (Stand 19. April 2021).

## Geschichte
Um die Besiedlung des Gebietes zu fördern, erhielt der Ort im Jahr 1212 erstmals Stadtrechte (Foral). 1512 erneuerte König Manuel I. die Stadtrechte. Bis zu den Verwaltungsreformen 1836 war Sarzedas Sitz eines eigenständigen Kreises und wurde es ein Jahr später wieder. Nach einer Entscheidung von Königin Maria II. wurde der Kreis Sarzedas 1848 endgültig aufgelöst, und als einfache Gemeinde dem Kreis Castelo Branco angegliedert.

## Kultur und Sehenswürdigkeiten
Der Ort gehört zu den traditionellen, international beworbenen Schiefer-Dörfern der Region, den Aldeias do Xisto. Er liegt an verschiedenen lokalen und regionalen Wanderrouten.
Unter den hiesigen Baudenkmälern sind verschiedene öffentliche Bauten, der Schandpfahl (Pelourinho) zur Erneuerung der Stadtrechte im 16. Jahrhundert, und verschiedene Sakralbauten, darunter die Igreja da Misericórdia de Sarzedas, eine 1752 errichtete Barockkirche.